# یو سه ره
یو سه ره (کره‌ای: 유세례؛ زادهٔ یو هی جونگ در ۱۶ مارس ۱۹۸۴) بازیگر اهل کره جنوبی است.

## فیلم‌شناسی

### مجموعه تلویزیونی
| سال       | عنوان               | نقش                        |
| --------- | ------------------- | -------------------------- |
| ۲۰۰۶      | افسانه جومونگ       | سوشی، خدمتکار بانو یه سویا |
| ۲۰۰۷–۲۰۰۸ | باشگاه همسران اول   | هونگ بو هه                 |
| ۲۰۰۹      | پسران بسیار عالی من |                            |
| ۲۰۱۱      | علامت               | می یونگ                    |
| ۲۰۱۱–۲۰۱۲ | خانواده اوجاک‌گیو    |                            |
| ۲۰۱۱–۲۰۱۲ | زندگی در استایل     | اون گون هی                 |
| ۲۰۱۲–۲۰۱۳ | پسران               | ها سون جو                  |
| ۲۰۱۲–۲۰۱۴ | زادگاه آن‌سوی تپه    | کیم هوا یونگ               |
| ۲۰۱۳      | نه                  | سونگ اون جو                |
| ۲۰۱۵      | But the lush Day    | گو یون جونگ                |
| ۲۰۱۶      | خانم اوه دیگر       | چان جو                     |